# Seis Códigos
Los seis códigos (en japonés 六法 (roppō), en chino 六法 (liufa)) son los seis principales cuerpos legales vigentes en Taiwán y Japón. A veces se emplea esta expresión para describir las seis ramas principales del Derecho, o bien para referirse a una colección de estatutos.
En Taiwán, los seis códigos son:
1. la Constitución de Taiwán 憲法
2. el Código Civil 民法
3. el Código Procesal Civil 民事訴訟法及相關法
4. el Código Penal 刑法
5. el Código Procesal Penal 刑事訴訟法及相關法
6. las Leyes Administrativas 行政法及行政訴訟相關法

En Japón, los seis códigos son:
1. el Código Civil (民法 Minpō, 1896)
2. el Código Comercial (商法 Shōhō, 1899)
3. el Código Penal (刑法 Keihō, 1907)
4. la Constitución de Japón (日本国憲法 Nippon-koku-kenpō, 1946)
5. el Código Procesal Penal (刑事訴訟法 Keiji-soshō-hō, 1948)
6. el Código Procesal Civil (民事訴訟法 Minji-soshō-hō, 1996)

El término roppō es una adaptación de la expresión empleada en japonés para describir el Código Napoleónico (ナポレオン五法典 Napoleon go-hōten, los cinco códigos de Napoleón) cuando fue introducido en Japón a principios de la era Meiji. Aunque el Código Napoleónico constaba de cinco textos principales, los japoneses añadieron su propia constitución para formar un total de seis, es decir, el roppō (seis códigos).